# Mount Pleasant, Iowa
Mount Pleasant är en stad (city) i den amerikanska delstaten Iowa med en yta av 20 km² och en folkmängd, som uppgår till 8 751 invånare (2000). Mount Pleasant är huvudorten i Henry County.

## Kända personer från Mount Pleasant
- Samuel M. Shortridge, politiker, senator för Kalifornien 1921-1933
- James Van Allen, fysiker